# Forumosa.com
Forumosa.com是台灣以外籍人士為服務對象的網站中規模最大的。平均每天有600篇新張貼的文章，400位使用者登入。2006年1月文章張貼總次數已達40萬（2005年1月總數為25萬），有4,742個網友會經常登入。Forumosa這個名字是由forum（論壇）和Formosa（美麗島）這兩個英文辭彙而合併的。
每個月有會員舉會，每個禮拜有特殊使用者群開會（遊戲、電影、散步等）。外籍使用者平均在台期間為4年，但是同樣也算是重要資訊來源。該網站提供各種論壇，包括法律、工作、在台灣生活問題、健康保健、科技和電腦、英文教學、中文教學、還可以登免費廣告找語言交換機會、賣東西、找工作等。

## 外部連結
- Forumosa.com（页面存档备份，存于） （英文）